# Giorgio Rosa
Giorgio Rosa (Bologna, 19 februari 1925 - Bologna, 2 maart 2017) was een Italiaanse ingenieur en bekend van het bedenken, ontwerpen en creëren van het Rozeneiland net achter de territoriale wateren van Italië zodat hij geen problemen zou krijgen met de Italiaanse staat.
In 1950 studeerde hij af aan de universiteit van Bologna in werktuigbouwkunde. In februari 1960 trouwde hij met Gabriella Chierici. In 1967 bedacht, ontwierp en leidde hij de bouw van het "Isola delle Rose", een kunstmatig platform van 400 m² gebouwd in de Adriatische Zee. Nadat het eiland in 1967 was voltooid, riep hij het op 1 mei 1968 uit tot een onafhankelijke staat, een micronatie, met de naam Esperanto Republiek van het Rozeneiland (in het Esperanto: Esperanta Respubliko de la Insulo de la Rozoj). De natie bestaat niet lang, het werd met geweld vernietigd door marineduikers in 1969.
In de film The "Incredible Story of the Isle of Roses" uit 2020, geregisseerd door Sydney Sibilia, wordt het personage Giorgio Rosa gespeeld door Elio Germano. IMDB Link
- Gemeinsame Normdatei: 1233227033
- International Standard Name Identifier: 0000 0000 7755 6788
- Library of Congress Control Number: no2010051604
- Istituto Centrale per il Catalogo Unico: RAVV697384
- Virtual International Authority File: 108115853
- WorldCat: E39PBJdmfkBb66gJDb9hwX3mh3